# Cratoneuron commutatovirescens
Cratoneuron commutatovirescens là một loài rêu trong họ Amblystegiaceae. Loài này được J.J. Amann mô tả khoa học đầu tiên năm 1918.